# Coelotanypus viridiventris
Coelotanypus viridiventris är en tvåvingeart som beskrevs av Edwards 1931. Coelotanypus viridiventris ingår i släktet Coelotanypus och familjen fjädermyggor. Inga underarter finns listade i Catalogue of Life.